# Let PLK 9560
Let PLK 9560 provozovala letecká společnost Pulkovo na trase Petrohrad–Moskva–Soči–Moskva–Petrohrad. Krátce po startu 28. července 2002 z letiště Šeremetěvo se letadlo zřítilo do lesa a začalo hořet.
Vyšetřování ukázalo, že horizontální stabilizátor se dvě sekundy po startu samovolně vysunul do krajní polohy. Pilot se pokusil šest sekund po startu získat kontrolu nad řízením, to se mu však nepodařilo.
Jde o jedinou nehodu Il-86 se smrtelnými následky.